# 어빗
어빗은 분산형 개인 서버 플랫폼이다. 이 플랫폼은 기존의 클라이언트 서버 모델을 해체하고 디지털 신원이 보장되는 P2P에서의 개인 서버 연합 네트워크를 추구한다.

## 개요
어빗 소프트웨어 스택은 다음과 같이 구성된다. 고급 함수 프로그래밍 언어인 훈(hoon)과 저급 컴파일러 언어인 녹(nock), 이 두 언어를 기반으로 한 단일함수 운영 체제인 아르보(arvo), 각 운영 체계 인스턴스가 분산형 네트워크에 참여할 수 있도록 한 이더리움 블록체인(ethereum blockchain) 기반의 개인 주소 공간인 아지머스(azimuth), 그리고 분산형 네트워크, 즉 사용자 데이터그램 프로토콜 위에서 실행되는 암호화된 P2P 프로토콜이 그것이다.

어빗의 라우팅 체계는 개략적으로 "galaxies" 255개, "stars" 65,000개, "planets" 40억 개, "moons" 4조 3천억 개로 구성되어 있으며 DNS, ISP, 개인 컴퓨터 및 이것들에 연결된 장치와 비슷한 기능을 한다.

## 플랫폼

### 배경
어빗 플랫폼은 2002년 커티스 야빈이 개발했다. 어빗은 틀론 기업이 개발한 오픈소스 프로젝트이다. 틀론 기업은 2013년 야빈, 게일런 울프 폴리, 틸 석학회원인 존 저넘과 공동 설립한 기업이다. 이 중 버넘은 2014년 퇴사했고 야빈에게 사기죄로 고소당했다. 틀론은 설립된 이래로 다양한 투자자로부터 종잣돈을 받아 왔다. 투자자들 중 피터 틸이 주목할 만한데, 틸의 자본회사에서 밴처자본회사인 앤드리슨 호로위츠와 함께 2013년에 투자한 돈은 110만 달러에 이른다. 어빗은 능숙한 함수형 프로그래머에게도 복잡한 플랫폼이라는 평을 얻는다.

### OS1
2020년 4월에 어빗 OS1이 출시되었다. OS1은 그룹 메시지 앱, 메모장 외에도 시계나 날씨 같은 간단한 앱으로 구성되었다.

## 야빈의 정치적 입장과 논란
야빈의 인종과 노예제도에 대한 공식 입장으로 인해 어빗 관련 공식 행사와 컨퍼런스에서 논란을 불러 일으켰다. 2016년 LambdaConf 함수형 프로그래밍 컨퍼런스에서 야빈이 연사로 참여하기로 하자 연사 다섯과 스폰서 셋이 참여를 철회하는 결과를 낳았다. 2015년 스트레인지 룹 컨퍼런스에서도 초대가 취소된 전적이 있는데, 컨퍼런스 주최자는"야빈이 참석하는 것 자체가 연설 내용에 먹칠을 하게 될 것"이라고 말했다.
어빗 프로젝트에 사용된 소스 코드와 디자인 스케치에는 여러모로 야빈의 사상이 녹아 있다. 예컨대 초기 사용자들을 "lord(영주)", "dukes(공작)", "earls(백작)"으로 분류한 것을 봐도 알 수 있다. 야빈과 틀론은 어빗 프로젝트가 이념에 연관 되는 것을 반대한다. 트론의 CEO 갈렌 울프 폴리는 어빗의 원칙은 매우 받아들이기 쉬운 것이며 "우리는 사람들에게 자유를 주기 원한다"고 했다. 자유주의 잡지 '리즌'에서 안드레아 오설리반은 "체제를 이끄는 근본적인 가치들을 분석하면, 자유주의적인 정신이 나타나기 시작한다"고 논평했다.
17년 동안 어빗 프로젝트에 종사했던 야빈은 2019년, 틀론을 퇴사했다.